# リーニュクレール
リーニュクレール（フランス語:Ligne claire, 発音: [liɲ klɛʁ]）は、漫画の描画スタイルの一つ。「明瞭な線」の意味で、均質な描線と、陰影を用いない点が特徴。『タンタン』で知られるバンド・デシネ作家エルジェによって確立された。